# مشفهة مستقيمة الأسنان
مشفهة مستقيمة الأسنان (الاسم العلمي:Chiloglanis orthodontus) هي نوع من الأسماك تتبع جنس المشفهة من فصيلة الموشوكيات.